# Scotch Cup 1962
Scotch Cup 1962 var den fjerde udgave af curlingturneringen Scotch Cup og blev afviklet i perioden 16. – 19. marts 1962 i byerne Falkirk og Edinburgh i Skotland. For første gang havde turneringen deltagelse af fire hold, eftersom et hold fra Sverige for første gang deltog. Turneringen blev for fjerde år i træk vundet af Canada, der vandt alle sine seks kampe i turneringen.
I dag betragter World Curling Federation Scotch Cup 1962 som det fjerde VM i curling for mænd.

## Resultater
| Runde | Hold               | Res. |
| ----- | ------------------ | ---- |
| 1     | Canada - USA       | 11-5 |
| 1     | Skotland - Sverige | 12-8 |
| 2     | Canada - Sverige   | 17-7 |
| 2     | USA - Skotland     | 10-7 |
| 3     | Canada - Skotland  | 20-4 |
| 3     | USA - Sverige      | 13-8 |
| 4     | Canada - Sverige   | 24-4 |
| 4     | USA - Skotland     | 14-5 |
| 5     | Canada - USA       | 13-8 |
| 5     | Skotland - Sverige | 18-4 |
| 6     | Canada - Skotland  | 13-8 |
| 6     | USA - Sverige      | 15-6 |

| Plac. | Hold     | Vundne | Tabte |
| ----- | -------- | ------ | ----- |
| Guld  | Canada   | 6      | 0     |
| Sølv  | USA      | 4      | 2     |
| 3.    | Skotland | 2      | 4     |
| 4.    | Sverige  | 0      | 6     |